# Rhabdophis angeli
Rhabdophis angeli är en ormart som beskrevs av Bourret 1934. Rhabdophis angeli ingår i släktet Rhabdophis och familjen snokar. Inga underarter finns listade i Catalogue of Life.
Artens utbredningsområde är Vietnam. Den lever där i provinserna Thai Nguyen och Vinh Phuc. Individerna vistas i städsegröna skogar. Andra släktmedlemmar simmar ofta i vattnet och Rhabdophis angeli har troligen samma levnadssätt. Honor lägger antagligen ägg.
De senaste fynden är från mitten av 1900-talet. Några exemplar hittades i ett område som blev en nationalpark. IUCN kategoriserar arten globalt som otillräckligt studerad.